# Albert Streckeisen
Albert Streckeisen, né le 8 novembre 1901 et mort le 29 septembre 1998, est un pétrographe et pétrologue suisse, fils du médecin légiste bâlois Adolf Streckeisen. Il a donné son nom au diagramme de classification des roches magmatiques.

## Biographie
Streckeisen étudie la géologie, la minéralogie et la pétrologie à Bâle, Zurich et Berne. Il soutient sa thèse de doctorat sur la géologie et la pétrologie du col de la Flüela en 1927. La même année, âgé de 26 ans, il est nommé professeur de minéralogie et de pétrologie à l'université Politehnica de Bucarest, en Roumanie. En tant que membre du Service géologique roumain, il est actif dans la cartographie géologique des Carpates.
Dans les années 1930, il rentre en Suisse car il aurait été contraint de renoncer à sa nationalité suisse pour rester professeur à Bucarest. Il enseigne les sciences dans les lycées suisses jusqu'à sa retraite à Berne. Il devient professeur associé honoraire à l'université de Berne en 1942, où il est nommé professeur extraordinaire.
En 1958, Streckeisen est invité à collaborer à la révision des Tabellen zur Petrographie und zum Gesteinbestimmen («Tables pour la pétrographie et la détermination des roches ») de Paul Niggli. Il note des problèmes importants avec les systèmes de classification pour les roches ignées. Il écrit un article de synthèse et invite les pétrologues à envoyer leurs commentaires. Cela conduit à la formation de la sous-commission de la systématique des roches ignées, sous la commission de l'UISG sur la pétrologie en 1970. Le diagramme QAPF pour la classification des roches ignées est également connu sous le nom de « diagramme de Streckeisen » en son honneur. Il commence son travail sur les roches ignées à plus de 60 ans, le poursuivant pendant plus de 35 ans jusqu'à sa mort en octobre 1998. Il reçoit la médaille Abraham-Gottlob-Werner de la Deutsche Mineralogische Gesellschaft en 1984.